# 下艾瑟斯海姆
下艾瑟斯海姆（德語：Untereisesheim，發音：[ˈʊntɐˌʔaɪzəshaɪm]）是德国巴登-符腾堡州斯图加特行政区海尔布隆县的市镇，与上艾瑟斯海姆相邻，面积3.67平方千米，2023年12月31日人口为4,439人。

## 友好城市
- 法國 迪尔塔勒